# Rotileștii Mici
Rotileștii Mici – wieś w Rumunii, w okręgu Vrancea, w gminie Câmpuri. W 2011 roku liczyła 305
mieszkańców.